# Ford Country Squire
O Ford Country Squire foi uma perua de porte grande da Ford Motor Company fabricado entre 1950 e 1991.

## Galeria
- Primeira geração (1950-1951)
- Segunda geração (1952-1954)
- Terceira geração (1955-1959)
- Quarta geração (1960-1964)
- Quinta geração (1965-1968)
- Sexta geração (1969-1978)
- Sétima geração (1979-1991)